# 모토신시마촌 (지바현)
모토신시마촌(本新島村)은 지바현 가토리군에 일찍이 존재했던 촌이다.

## 지리
- 현재의 지바현 가토리시, 구 사와라시의 서부, 이바라키현 이나시키시의 남동부에 해당한다.
- 촌의 대부분은 평지이다.
- 촌내에는 도네강이 흐르고 있다.

## 역사
- 1889년 4월 1일 - 정촌제 시행에 수반해 가토리군 모토신시마촌이 성립하였다.
- 1899년 4월 1일 - 시정촌 합병에 의해 소멸하였다.
  - 모토신시마촌의 일부는 지바현 가토리군 히가시오토촌이 신설하였다.
  - 모토신시마촌의 잔부는 이바라키현 이나시키군 모토신시마촌을 신설하였다.

## 인구
| 1891년 | 2,475 |

## 참고문헌
- 角川日本地名大辞典編纂委員会『角川日本地名大辞典 8 茨城県』、角川書店、1983年 ISBN 4040010809
- 角川日本地名大辞典編纂委員会『角川日本地名大辞典 12 千葉県』、角川書店、1984年 ISBN 4040011201